# Темен
Темен (грч. Τήμενος) је у грчкој митологији било име више личности.

## Етимологија
Име Темен значи „међа“.

## Митологија
- Према Паусанији, то је иста личност као и Проној.[2]
- Један од Хераклида, Аристомахов или Клеодајев син, Кресфонтов и Аристодемов брат. Било је проречено да ће Темен и Кресфонт вратити Хераклиде на Пелопонез, односно освојити ту област, што се и десило.[3] Наиме, управо је Темену растумачено право значење пророчанства, односно да он припада генерацији која ће остварити давнашњи наум Хераклида. Због тога је он припремио војску и бродове у Локриди.[4] Након освајања Пелопонеза, поделили су власт уз помоћ коцке и Темен је добио Арг, јер је добио знак жабе на коцки.[1] Међутим, престо је наменио својој кћерки Хирнето, коју је највише волео и њеном супругу Дејфонту, уместо својим синовима. Због тога су га они на купању убили.[3] Према Паусанији, његов гроб је приказиван у Темениону поред Лерне. Његови синови су били Кис, Керин, Фалк и Агреј. Његови потомци, Темениди, су, према Херодоту, били протерани са Арга и основали су краљевство Македонију, која се називала и Теменида.[5]
- Према Аполодору и Паусанији[2], Темен је био Пелазгов син, који је у Стимфалу у Аркадији, одгајио богињу Херу. Посветио јој је три светилишта; прво Хери Девојци, друго Хери Невести, када се удала за Зевса и треће, Хери Удовици, када се посвађала са супругом и вратила у Стимфал.[3]
- Према Хигину, Темен је био Хераклов син и отац Архелајев. Име његове мајке није познато.[6]